# 金沢柵
金沢柵（かねざわさく、かねざわのき）は、出羽国に置かれた古代日本の城柵の1つ。後三年の役の舞台となった。

## 概要
正確な建造時期や場所はわかってはいないが、平安時代頃に現在の秋田県横手市金沢にあったとされる。古代城柵としての確実な遺構は発掘されていないものの、戦国時代の山城である「金沢城」があった山が比定地とされており、本丸などから最古で9世紀後半の遺物が出土している。
麓に羽州街道を望む。四周が断崖絶壁の岩山で天然の要害をなし、数多くの堀を設けた堅固な柵であったといわれる。清原氏の居城であり、後三年の役においては、清原家衡、清原武衡が籠城し抗戦した。源義家も攻略に手込ずったが、兵糧攻めにより1087年（寛治元年）に落城した（日本初の兵糧攻めと言われる）。
1458年（長禄2年）には十三代南部守行の子、金沢右京亮が入り、1470年（文明2年）まで居城とした。その後は小野寺氏の家臣、金沢権十郎などの居城となった。江戸時代、久保田藩主佐竹氏が秋田へ入部した際、居城の候補の一つとして金沢に城を再整備する案が梶原政景から提案されたが、最終的に久保田城が居城となり、金沢城は一国一城令によって廃城となった。
現在は金沢公園（金澤八幡宮）としてその跡をとどめている。後三年の役の際、源義家が愛用の兜を埋めたとされる兜杉や、武衡が隠れようとしたとされる蛭藻沼、戦果を上げた鎌倉景正が立てた景正功名塚、兵糧庫跡や当時の柱穴址が残っている。また、柵北側の断崖下を流れる厨川に右目が見えない片目カジカが目撃され、敵に右目を射られた後にここで目を洗った景正の武勇を今に伝えるとされている。

## 周辺
後三年の役に関連する史跡が点在している。
- 沼柵（横手市）
- 大鳥井山遺跡・蛭藻沼・立馬郊（横手市）
- 西沼（横手市・美郷町）